# إسقاط ستينفرس
يعني في علم الأشعة، الرؤية المائلة للجمجمة، لتوفير أفضل مشاهدات للعظم الصَّخْرِيّ (petrous bone) والتِّيهُ العَظْمِيّ (bony labyrinth) والنَّفَقُ السَّمْعِيُّ (auditory canal) الغائر.